# XTXマーケッツ
XTXマーケッツ（エックス・ティー・エックス・マーケッツ XTX Markets）は、イギリスのマーケットメーカー会社。外国為替取引や金融商品の流動性供給事業を行なっている。
イギリスのクオンツ取引会社GSAキャピタルから事業独立する形で2015年に設立され、東京を含む世界各国の金融取引所のマーケットメイキングを行なっている。
日本の銀行や証券会社、FX取引業者もいくつかは取引のカバー先として業者内で相殺できなかったポジションを流して処理している。また金融庁の高速取引行為者として登録されている。